# Възпитание на чувствата
„Възпитание на чувствата“ (на френски:L’ Education Sentimentale) е роман на Гюстав Флобер от 1869 година. Подзаглавието на творбата е „История на един млад човек“, а сюжетът се фокусира върху романтичния живот на млад мъж по време на Френската революция от 1848 година.

## История на създаване
Флобер започва работа по романа още през 1845 година, когато се появява първата версия на „Възпитание на чувствата“. След като завършва най-известния си роман, „Мадам Бовари“, той продължава да работи по романа от пролетта на 1864 година и завършва своето произведение до пролетта на 1869 година. Оригиналното заглавие е трябвало да бъде „Сухите плодове“, но Флобер променя името на романа, тъй като се притеснява от погрешното възприемане на главния герой от читателите, като един изцяло положителен персонаж.

## Критика и оценки за произведението
След публикуването на романа трябва да се отбележи, че е приет остро и с неприязън от официалната критика в края на 19. и в началото на 20. век. В името на морала и идеалите на обществото Флобер е обвинен в това, че развращава младите читатели, дегероизирайки хората и епохата.
Пресата отбелязва, че романът няма последователен разказ, а се състои от различни епизоди, в които действат персонажи, подобни един на друг, докато практически не са свързани помежду си. Писателят е упрекван за мизантропия, отхвърляне на морална преценка, неразбиране на законите на стила и композицията, тоест точно това, което характеризира и оценява стила и особеностите на творчеството на писателя.
Хенри Джеймс, ранен и страстен почитател на Флобер, смята книгата за голяма стъпка надолу от известния си предшественик. „Тук формата и методите са същите като при Мадам Бовари – изучаваното умение, науката, натрупването на материал, са още по-поразителни, но книгата е с една дума мъртва. Мадам Бовари беше спонтанна и искрена, но да прочетем неговия наследник е в по-точния смисъл като да дъвчем пепел и дървени стърготини. „Възпитание на чувствата“ е сложно и масово мрачно.”
Френският социолог Пиер Бурдийо обаче намира романа за интересен и прави карта на социалните пространства на творбата, свързвайки социалната организация с литературното пространство.
Дьорд Лукач в своята „Теория на романа“ открива, че романът е съвременен в отношението си към времето като преминаващо в света и възприемано от героите.
Съвсем наскоро американският литературен критик Джеймс Ууд посвети две глави от книгата си „Как фантастиката работи“ на значението на Флобер. Първата глава „Флобер и съвременният разказ“ започва по следния начин: „Романистите трябва да благодарят на Флобер така, както поетите благодарят на пролетта: всичко започва отново с него. Наистина има време преди Флобер и време след него. Флобер установява за добро или зло това, което повечето читатели мислят за модерно реалистично повествование и влиянието му е почти твърде познато, за да бъде видимо. Едва ли сме забелязали от добрата проза, че тя благоприятства разказването и брилянтните детайли; че привилегирова висока степен визуално забелязване; че поддържа несантиментално спокойствие и знае как да се оттегли като добър куриер от излишните коментари; че преценява неутрално доброто и лошото; че търси истината, дори с цената да ни отблъсне; и че авторските пръстови отпечатъци върху всичко това са парадоксално проследими, но невидими. Можете да намерите част от това в Дефо, Остин или Балзак, но не всичко до Флобер.“
Според част от френските критици от времето на Флобер, „Възпитание на чувствата“ е определян за „роман на провала“ (на френски: „romans de l’ échec“).

## За романа
„Възпитание на чувствата“ е смятан от критиката за най-автобиографичния роман на Гюстав Флобер, тъй като преживяванията на Фредерик Моро, който е близък на самия Флобер по години, несподелена любов и съвремие, дават на читателя проекция на някои лични преживявания на автора по времето на Френската революция от 1848 година и преврата на Луи Бонапарт от декември 1851 година.
Романът е разделен на 3 части. Подзаглавието задава и мотивите, използвани в произведението – „Историята на един млад мъж“ е всъщност историята на едно цяло поколение. Френският писател описва нравите и живота на своето съвремие. Важно е да се отбележи, че романът не представя моралните ценности на парижкото общество, тъй като в целия текст главният герой е в едно постоянно пътуване. Фредерик Моро е в постоянно движение между Париж и родното си градче – Ножан сюр Сен (на френски: Nogent-sur-Seine). В романа се наблюдават две композиционни рамки – първата е свързана с главното действие, преживяванията на Моро и останалите персонажи, а втората е историческият и социален контекст, който сякаш тече отделно от героите, но и заедно с тях. Действието се развива в периода между 15 септември 1840 година, когато пред читателя се представя главният герой, и 1867 година, когато през март се състои последната среща между Фредерик и мадам Арну, а в началото на зимата Делорие и главният герой разговарят и споделят своите спомени, новини и събития около общите им познати. Характерно за творбата е наличието на дълбок драматизъм и достоверност на преживяванията. Появяват се някои исторически личности, но те не са действителни, а присъстват като маркер за достоверност и обект на разговор на персонажите.
Действията в романа са изобразени на фона на революционните събития, които не са на преден план. „Флобер не разказва от своя зрителен ъгъл, не се намесва с обективни описания отвън, за да изрази пряко своето отношение към едно или друго събитие, а винаги събития и хора, наблюдения и оценки са дадени единствено от гледна точка на действащо лице. В случая сцените на въстанието и бунта са предадени единствено чрез гледната точка на Фредерик, който не участва, а е само техен случаен зрител. В деня на свалянето на Луи-Филип, когато започва революцията, Фредерик чака своята любима госпожа Арну на ъгъла на две улици и чува и вижда това, което един недотам заинтересован и вглъбен в своите любовни мечти човек може да възприеме. По време на Юнското въстание Фредерик е във Фонтенбло със своята Розанет…
В последните сто страници от романа динамиката е възхитителна, а Флобер става все по-безмилостен към своите герои. Фредерик, превърнал се в летаргичен, изтощен от чудовищната си безнравственост посредствен мъж, пропада съвсем. Финалът на „Възпитание на чувствата“ е напълно подходящ за романа. Той е поднесен изкусно, а в начина, по който всички приключват историята, личи последният и най-голям авторов присмех. „Възпитание на чувствата“ е последният завършен роман на Гюстав Флобер, сред най-значителните на XIX век. Това е произведение на силния изказ, на справедливия развой на събитията. Лошите хора не се поправят, трудолюбивите стават сенатори, а мързеливците и негодяите – остават сами, тънейки в нравствена и материална нищета. Това е човешката реалност такава, каквато я вижда френският писател.
„Единствената сила на Фредерик е неговото въображение. Животът му е безкрайно мечтание, подхранвано от романтичния му поглед към живота, мечтание за далечни пътешествия, за екзотика, за силни преживявания, за неувяхващи страсти, мечтание, което го довежда до пълна неспособност да мисли за друго нещо освен за любовта… Мечтата за него става втори живот, успореден поток, в резултат на което често му се случва да живее така, както се живее насън – с необичайна лекота за преодоляване на пречките и с непонятни понякога кошмарни затруднения.“
 Внимание:  Текстът по-долу разкрива сюжета на произведението (или части от него)!

## Сюжет

### Първа част
Първата част на романа започва с описанието на главния герой, който се връща в родния си град за два месеца, преди да продължи образованието си. Флобер дава на читателя си датата 15 септември 1840, когато започването пътуването на Фредерик. Този момент поставя и началото на всички останали действия. В този епизод от романа се представя, не само личността на главния герой, но и обстановката на „Вил-дьо-Монтро“, корабът, който отвежда Фредерик далеч от Париж. Този момент е важен, тъй като на кораба се представя самото общество – работници, представите на буржоата, обикновени селяни, помощници и т.н. Още в началото на първа част читателят започва да опознава характера на Фредерик. Той е с голямо въображение, обича литературата и непрестанно чака заслуженото щастие, което според него закъснява. Разхождайки се по палубата, той става свидетел на ухажването на „някаква селянка“ от един господин, който след време става отегчен от компанията ѝ и я изоставя. Така двамата герои се запознават. Фредерик и заможният господин започват обикновен разговор, а малко по-късно „четиридесетгодишният къдрокос здравеняк“ се представя с името Жак Арну, собственик на „Ар ендюстриал“. Това предприятие се занимава с издаването на вестник за изобразително изкуство и продажбата на картини. Благодарение на това пътуване, Фредерик се запознава с обекта на своята любов – госпожа Арну, съпруга на Жак и майка на Март. Още с първия поглед главният герой е запленен от красотата на мадам Арну и прави дискретни опити да я заговори. След края на пътуването, когато семейството поема по своя път, Фредерик се отправя към родния дом, където го очаква неговата майка – госпожа Моро. Майка му произхожда от стар благороднически род, по баща дьо Фуван, омъжена по волята на своите родители за обикновен мъж, плебей, който умира в дуел и я оставя бременна и с объркани сметки. Тя е представена като пестелива, уважавана и с големи амбиции за сина си. При пристигането си Фредерик е посрещнат от съседи и приятели, на които разказва за живота в големия град. След като остава насаме със своята майка, младият мъж получава бележка от свой стар приятел – Шарл Делорие.
Шарл е син на бивш капитан на пехотата и изпратен в същото учебно заведение, където учи и Моро. Баща му успява да издейства половин стипендия за Санския колеж, където младежите завързват силно приятелство, независимо от различията в социалното си положение и мечти. В този момент Фредерик подновява приятелството си с Делорие. По време на срещата им разговорът поема в различна посока. След като говорят за мечтите си, името на господин Дамбрьоз е засегнато. Шарл съвества приятеля си да отиде и за се запознае с видния банкер в Париж и да използва връзките си със своя съсед, дядо Рок, за да постигне това. Според него е изключително важно да имаш връзки със заможни и влиятелни представители на обществото. След това Шарл дава пример на Фредерик с Растиняк от „Човешка комедия“ и го насърчава да вземе всичките си изпити.
Два месеца по-късно Фредерик е вече в Париж с препоръчително писмо, написано от господин Рок, който работи за Дамбрьоз. Но срещата между двамата не минава според представите на Фредерик – тя е напълно неуспешна. В големия град Фредерик попада на магазина на Жак и в стремежа си да види обекта на своята любов, влиза. След като опитите му да завърже силно познанство със семейството, Фредерик се отдава да лекции и дори започва да пише роман, но това негово начинание не постига успех и в крайна сметка той спира да пише. След още няколко месеца, прибирайки се от лекция, младежът забелязва множество на улица „Сен-Жак“. Това се оказва студентски протест, на който се запознава с Юсоне, който работи в магазина на господин Арну. Благодарение на него Фредерик става част от приятелска група, която организира своите срещи в магазина. След време Фредерик е поканен на вечеря в дома на Арну. Развълнуваният младеж използва останалите си средства, за да се подготви – купува ли нови дрехи, ръкавици и т.н. Същата вечер в Париж, при Фредерик, пристига и Делорие. Разбирайки за увлечението на приятеля си към мадам Арну, Шарл се опитва да отклони неговата привързаност, но се проваля. Изминават седмици и месеци и Фредерик получава писмо от своята майка, която го моли да се върне в Ножан, за да ѝ помага, тъй като е изпаднала във финансови затруднения.
Фредерик се връща и изпада в дълбока тъга, тъй като е далеч от госпожа Арну. В Ножан се среща с Луиз Рок, която таи топли чувства към него. Но тъгата на героя е голяма и дори пише писма на мадам Арну, които никога не изпраща. По време на престоя си в Ножан, Фредерик е посетен от своя чичо Бартелми. След краткия престой на стареца, Фредерик отново изпада в състояние на тъга, дори отказва посещение в дома на Дамбрьоз. Младежът изненадващо получава писмо от Хавърския мирови съд, в което го известяват за неочакваната смърт на своя чичо. Наследството на роднината бива прехвърлено на Фредерик, който вижда в това възможност отново да се върне в Париж и окончателно да заживее там. Дори заявява на своята майка, че има намерение да стане министър. Така възродява мечтите на майка си за бъдещето. Малко преди да замине, в Ножан се случва нещастие. Съпругата на господин Рок умира. В края на тази част Фредерик посещава Луиз, за да изкаже своите съболезнования, и така тя научава за неговото заминаване. След кратката среща младежът отново поема към Париж.

### Втора част
Когато пристига в Париж, Фредерик разбира, че господин и госпожа Арну вече не живеят на предишния си адрес. Проучвайки къде са се преместили, той среща Рьожембар – един от своите приятели. Той научава, че Арну има финансови затруднения и сега работи като производител на фаянс. Господин Арну представя Фредерик на друга своя любовница – Розанет. Фредерик я харесва и кара художника Пелрен да му нарисува неин портрет. Госпожа Арну научава за изневерите на своя съпруг. Фредерик е обещал пари на Делорие за издаването на вестник, но вместо това решава да ги даде назаем на Арну, който не може да му ги изплати. Двамата с Делорие се скарват. Опитвайки се да разреши финансовите си проблеми, Фредерик се обръща към господин Дамбрьоз, който му предлага работа. Фредерик не спазва уговорката си, а вместо това посещава госпожа Арну във фабриката за фаянс. Тя не отговаря на любовните му намеци и той започва да посещава Розанет. Фредерик и виконт Сизи си обявяват дуел с шпаги заради Розанет, но в момента, в който е дадено началото, Сизи припада от страх. След това господин Арну пристига и отвежда Фредерик.
След няколко дни Фредерик попада на вестник „Фламбар“ и статията „Кокошка между трима петли“ – историята на неговия дуел, която го осмива и унижава. Статията е написана от Юсоне за отмъщение, че не му е дал пари. Пред читалнята Фредерик вижда и картина на Пелрен, която също го злепоставя. Фредерик решава отново да се обърне към Дамбрьоз, но те се отнасят с него високомерно и той решава повече да не ги посещава. Фредерик се връща в Ножан и там отново се среща с Луиз. Без да ѝ е направил предложение за брак, всички ги смятат за сгодени. В това време Делорие посещава госпожа Арну и ѝ признава, че е влюбен в нея. Тя обаче му се присмива и затова той ѝ казва, че Фредерик ще се жени. След тази новина госпожа Арну осъзнава, че го обича. Фредерик отново заминава за Париж, защото не се чувства готов да се ожени. Той случайно попада на госпожа Арну в магазина и срещите им стават все по-чести. Тя обаче не желае да изневери на съпруга си. Когато Фредерик успява да я убеди да се срещнат и обзавежда стая специално за нея, синът ѝ се разболява тежко. Тя приема това за знак от съдбата и не изпълнява уговорката. Фредерик ѝ се ядосва и отива при Розанет.

### Трета част
Фредерик заживява с Розанет. Поради липса на доходи, тя се премества в по-малък апартамент. През това време избухва революцията и кралят абдикира. Моро кандидатства за член на Камарата, но не е приет. Той разбира, че господин Арну също посещава Розанет и от ревност я кара да избере един от двамата. Фредерик ѝ предлага да заминат за известно време в провинцията. Двамата си прекарват много добре, но един ден Фредерик разбира, че Дюсардие е ранен. Той тръгва за Париж, за да го открие. Когато го намира, вижда, че госпожица Ватназ се грижи за него.
Господин Рок и Луиз също са в Париж. В дома на Дамбрьоз те вечерят заедно с Фредерик. Луиз научава за връзката му с Розанет. Фредерик се среща с госпожа Арну, от която научава защо не е дошла на срещата им преди време. Розанет разкрива, че е бременна. Фредерик решава да прелъсти госпожа Дамбрьоз, за да се издигне в обществото. Той постига успех в това. Господин Дамбрьоз умира. Новороденото дете на Розанет се разболява и не преживява дълго. Господин Арну не може да преодолее финансовите си проблеми и се подготвя да напусне Франция. Фредерик се опитва да предотврати заминаването на госпожа Арну и затова моли за пари госпожа Дамбрьоз, но е прекалено късно. Междувременно тя разкрива причините, поради които Фредерик ѝ иска пари.
Фредерик се завръща в Ножан, надявайки се да открие Луиз там, но разбира, че тя се е омъжила за Дюсардие. Фредерик се завръща в Париж. Много години по-късно той за кратко се среща отново с г-жа Арну, като се кълне във вечната си любов към нея. След поредната интермедия той среща Делорие и романът завършва по начина, по който е започнал, като двойката си разменя истории от миналото.

## Персонажна система
- Фредерик Моро – студент по право, през целия роман е част от средната класа, пасивен и отдаден на мечти;
- Жак Арну – собственик на „Ар ендюстриел“ – издател, след това производител на фаянс. Първоначално богат, после разорен. Представен е като женкар, умира към края на романа;
- Мари Арну – съпруга на Жак Арну, майка на две деца. Има платоническа връзка с Фредерик. Добра и почтена, отдадена през цялото време на децата си;
- Март Арну – дъщеря на Жак и Мари Арну;
- Дядо Рок – съсед на госпожа Моро (майка на Фредерик), баща на Луиз и собственик на земя, агент на г-н Дамбрьоз. Живее незаконно с прислужницата си;
- Луиз (Елизабет-Олемп-Луиз) Рок – червенокосо селско момиче, отдавна влюбена във Фредерик, но впоследствие се омъжва за Дюсардие;
- Шарл Долорие – близък приятел на Фредерик, занимава се с икономика и с Френската революция, студент по право. Много амбициозен, но не осъществява целите си;
- Граф д’Амбрьоз – малко по малко се откъсва от благородническата си титла и започва да се занимава с промишленост, хитър и трудолюбив, банкер, депутат, занимава се с продажба на тютюн. Умира в третата част на романа;
- Госпожа Дамбрьоз – красива и решителната съпруга на г-н Дамбрьоз, споменавана от всички модни списания, председател на благотворителни дружества, има връзка с Фредерик, с когото почти се женят; след раздялата им в края на романа г-жа Дамбрьоз се омъжва за англичанин;
- Дюсардие – работник в магазина, участник в протестите и бунтовете, умира в последния протест от меча на Сенекал;
- Баптист Мартинон – студент по право, син на богат фермер, трудолюбив кариерист. Сенатор в края на романа;
- Маркиз дьо Сизи – благородник и студент по право, баща на осем деца;
- Сенекал – учител по математика, догматичен републиканец;
- Изидор – прислужник в дома на семейство Моро;
- Рьожембар – „Гражданинът“, буен революционен шовинист;
- Пелрен – художник с не голям талант, става фотограф;
- Розанет (Роз-Анет) – „Маршалката“, куртизанка с много любовници – например г-н Удри, Жак Арну, дълга връзка с Фредерик. Има син от Фредерик, който се разболява и умира в третата част на романа;
- Госпожица Ватназ – актриса, куртизанка, има литературни претенции;
- Дитмер и Юсоне – чести гости на г-н Арну;
- Делмар – актьор и певец;
- Катрин – прислужница в къщата на г-н Рок, с когото има връзка, грижи се за дъщеря му;
- Елеонор Рок – майка на Луиз Рок;
- Чичо Бартелми – богат чичо на Фредерик; след смъртта му Фредерик получава богатството му;
- Клеманс – любовница на Дюсардие;
- Сесил – официално – „племенница“ на Дамбрьоз, но в действителност негова незаконна дъщеря; омъжва се за Мартинон; г-жа Дамбрьоз я мрази, но г-н Дамбрьоз я обича, затова тя става наследница на богатството след смъртта му.

## Адаптации и издания

### Филмови адаптации
- 1962 г. – Éducation sentimentale, филм, режисьор Александър Астрюк.
- 1970 г. – Sentimental Education, минисериал, режисьор Дейвид Малоуни.
- 1973 г. – L'éducation sentimentale, минисериал, режисьор Марсел Кревен.
- 1973 г. – Фредерик Моро, филм-спектакъл, режисьор Вениамин Смехов.
- 1998 г. – Sentimental Education, филм, режисьор Кристиан Лий.
- 2001 г. – Toutes les nuits, филм, режисьор Юджийн Грийн.

### Издания на български език
- Флобер, Гюстав, Възпитание на чувствата, прев. Пенка Пройкова, София, Народна култура,1970.
- Флобер, Гюстав, Възпитание на чувствата, прев. Пенка Пройкова, София, Народна култура,1979.
- Флобер, Гюстав, Възпитание на чувствата, прев. Пенка Пройкова, в: Мадам Бовари. Възпитание на чувствата, София, Народна култура,1979.
- Флобер, Гюстав, Възпитание на чувствата, прев. Пенка Пройкова, в: Избрани творби в четири тома, т. 2, София, Народна култура,1984.
- Флобер, Гюстав, Възпитание на чувствата, прев. Пенка Пройкова, София, Захари Стоянов, 2001.
- Флобер, Гюстав, Възпитание на чувствата, прев. Пенка Пройкова, София, Апостроф, 2016.